# Willy Starcke
Willy (Willi) Starcke (* 15. März 1880 in Saalfeld; † 1945) war ein deutscher Manager und Unternehmer.

## Leben
Starcke war der Sohn von Carl und Anna Starcke. Willy Starcke war seit 14. September 1905 mit Anna Adele Marie Ebert (1881–?), einer gebürtigen Saalfelderin, verheiratet. Bei der Kaiserslauterer Nähmaschinenfabrik Kayser absolvierte er eine Lehre.
Er war von Beruf Kommissionär sowie Vorstandsmitglied der Singer Nähmaschinen AG und ab 1919 1. Direktor der Fabrik in Wittenberge. Am 19. April 1938 kaufte Starcke zusammen mit dem Ingenieur Helmut Wilkens für 975.000 Reichsmark die Auerbach & Scheibe AG in Saalfeld. Das Unternehmen war eine Werkzeugmaschinenfabrik und Eisengießerei und beschäftigte ca. 550 Arbeiter und Angestellte. Starcke war zuvor im Aufsichtsrat der Aktiengesellschaft und übernahm das Unternehmen vom Vorbesitzer Ernst Ruppel. Als Folge der Arisierung war Ruppel als Jude gezwungen sein Unternehmen zu verkaufen. Starcke war mit Ruppel seit Jahren freundschaftlich verbunden.